# Abdolrahim Mousavi
Seyyed Abdolrahim Mousavi (em persa: سید عبدالرحیم موسوی), também escrito Seyyed Abdolrahim Mousavi, e geralmente referido como Abdolrahim Mousavi, é um oficial militar iraniano. Em junho de 2025, ele era o Chefe do Estado-Maior das Forças Armadas da República Islâmica do Irã e atuou como Chefe do Estado-Maior e comandante-chefe do Exército da República Islâmica do Irã de agosto de 2017 a junho de 2025. Foi segundo comandante do Exército da República Islâmica do Irã de 2008 a 2016 e, anteriormente, vice-chefe do Estado-Maior das Forças Armadas da República Islâmica do Irã.
Em 10 de março de 2024, Mousavi recebeu a medalha da Ordem de Fath (também conhecida como Medalha da Vitória) do líder supremo Ali Khamenei, por “melhorar o poder de defesa, combate e dissuasão” das forças armadas iranianas. No mesmo dia, também foi concedida uma medalha ao comandante-chefe da Guarda Revolucionária Islâmica, Hossein Salami.
Em 13 de junho de 2025, Khamenei nomeou Mousavi como Chefe do Estado-Maior após o assassinato de seu antecessor, Mohammad Bagheri, nos ataques israelenses ao Irã em junho de 2025.